# SC Graudenz
SC Graudenz was een Duitse voetbalclub uit de West-Pruisische stad Graudenz, dat na de Eerste Wereldoorlog als deel van de Poolse Corridor deel van Polen werd en nu Grudziądz heet.

## Geschiedenis
De club werd midden oktober 1906 opgericht. De club groeide snel. In 1908 telde SC 38 leden en in 1911 al 134. De club speelde in het de competitie van Pommeren, waarin clubs uit Oost-Pommeren en West-Pruisen speelden. In 1910 werd de club kampioen en nam zo deel aan de Baltische eindronde, waarin de club met 4-0 verloor van BuEV Danzig.
In 1913 nam de club opnieuw aan de eindronde deel. Nadat Hertha Schneidemühl zich terugtrok ging de club meteen door naar de kwartfinale, waarin de club nipt met 5-6 won van Elbinger SV 05. In de halve finale moest de club echter opnieuw het onderspit delven van BuEV met 5-1. Hier eindigde het sportieve hoogtepunt voor de club.
Door het uitbreken van de Eerste Wereldoorlog kwam er een einde aan de sportieve ontwikkeling van de club. Na de oorlog werd Polen, dat sinds de Poolse Delingen al niet meer bestond sinds de achttiende eeuw, nieuw leven ingeblazen. Om een toegang te hebben tot de Oostzee moest Duitsland grote delen van West-Pruisen afstaan aan de nieuwe republiek.
Het voetbal lag even stil. Vele Duitsers besloten te verhuizen naar Duits grondgebied en het aantal leden liep terug. De club was ook in andere sporttakken, waaronder roeien. Omdat er geen andere sportclub was in de stad melden zich veel Polen aan bij de club. Zoveel zelfs dat er te weinig boten waren. Om de club niet in Poolse handen te laten vallen werd het aantal leden beperkt. Er werd nu ook een Poolse club opgericht en zo stabiliseerde het aantal. Alle Duitsers verzamelden zich en SC Grudziądz zoals de club zich nu moest noemen was actief in verschillende sporttakken.
Of de voetbalclub deelnam aan het Poolse kampioenschap in onbekend. Voor de oorlog was 84% van de bevolking in de stad Duits, maar nu was dat nog maar een minderheid en daar leed ook het team over dat in 1938 enkel nog een eerste elftal kon opstellen en geen reserves of jeugdelftal.
Een jaar later werd West-Pruisen door het Derde Rijk geannexeerd en keerden talrijke families die Graudenz verlaten hadden na de oorlog terug naar hun thuisstad. De club kreeg meer leden en werd sterken, maar slaagde er niet in om te promoveren naar de Gauliga Danzig-Westpreußen, de hoogste klasse. Na de Tweede Wereldoorlog werd West-Pruisen opnieuw Pools en werden de Duitsers uit Polen verdreven waardoor de club ontbonden werd.